# 平禅門の乱
平禅門の乱（へいぜんもんのらん）は、鎌倉時代後期の正応6年4月22日（1293年5月29日）に鎌倉で起こった政変。平頼綱の乱とも。元寇を退けた8代執権北条時宗の死去後、北条氏得宗家の内管領として、幕府の実権を握った平頼綱が、主君である9代執権北条貞時によって滅ぼされた事件。

## 概要
二度の元寇を退けた8代執権北条時宗が34歳の若さで死去し、その子貞時が9代執権となった翌弘安8年（1285年）、得宗家の執事である平頼綱は、政治路線で対立していた有力御家人安達泰盛とその一族、および泰盛派の御家人を霜月騒動で討滅した。その後しばらくは、頼綱は追加法を頻繁に出すなど手続きを重視した政治運営を行っていたが、弘安10年（1287年）に、7代将軍源惟康が立親王して惟康親王となった時期に政治姿勢を一変させ、得宗専制へと邁進した（ただし、五味文彦の説のように、安達泰盛も得宗の外戚の立場にあり、泰盛が主導した一連の法令は得宗権力を強化するものとして捉え、得宗専制の始期を弘安徳政に求める見解もある）。
貞時は、自身の乳母父でもある頼綱に支えられて自らを頂点とする得宗専制体制を敷いたが、頼綱の権勢に不安を抱くようになる。ついに正応6年（1293年）4月12日の鎌倉大地震の混乱に乗じて、10日後の22日に貞時は鎌倉・経師ヶ谷の頼綱邸への襲撃を命じ、午前3時頃に命を受けた武蔵七郎らが押し寄せて火をかけ合戦に及び、頼綱と次男飯沼資宗は自害。残された一族93名もことごとく死去し、混乱の中で貞時の娘2人も死亡している。霜月騒動の影響の甚大さに対し、平禅門の乱はあっけなく終わった。この政変とその前に起こった鎌倉大地震を機に、正応の年号は8月に永仁に改元された。
幕府護持僧の親玄による『親玄僧正日記』によれば、合戦の前に頼綱嫡男の平宗綱が貞時のもとに参上し、自分は父とは「違逆」のため御不審を蒙りたくないと述べ、安藤重綱による訊問の後に宇都宮入道に預けられたという。頼綱滅亡の風聞を聞いた正親町三条実躬は日記『実躬卿記』に「城入道（安達泰盛）誅せられし後、彼の仁（頼綱）一向執政、諸人恐懼の外、他事なく候」「あまりに驕り過ぎの故か」と記している。『保暦間記』によると、頼綱が次男の資宗を将軍にしようとしたが、嫡男の宗綱は忠心のある人物だったため父の悪行を嘆いて貞時に密かに訴えたという。予兆があったのか、頼綱はかつて泰盛調伏の祈祷を依頼した山門の護持僧に、「世上怖畏」として自身の身の安全を祈らせている。
以後、頼綱一族ら御内人の勢力は一時後退して、貞時の専制政治が始まる。金沢顕時や安達氏など霜月騒動で没落を余儀なくされた勢力も徐々に幕府中枢に復帰した他、矢野倫景など貞時に近い法曹官僚も重用された。また、頼綱の一族でも頼綱の弟とされる（甥や従兄弟とする説もあり）長崎光綱は引き続き貞時に重用された。また宗綱は乱後に佐渡国へ流されたものの、召還された後に内管領となっている。しかし後にまた上総国へ配流された。
『親玄僧正日記』によれば、永仁2年（1294年）4月21日（翌22日が乱から1年にあたる）に貞時が親玄に対して、「追善目的ではない」と断りつつも頼綱一門のために祈らせている。